# Грчель
Грчель (словац. Hrčeľ) — село в окрузі Требішов Кошицького краю Словаччини. Площа села 9,99 км². Станом на 31 грудня 2016 року в селі проживав 1061 житель.

## Історія
Перші згадки про село датуються 1332 роком.

## Населення
| Рік:            | 1994. | 2004.   | 2014.    | 2024.    |
| --------------- | ----- | ------- | -------- | -------- |
| Кількість осіб: | 777   | 798     | 999      | 1162     |
| Різниця:        |       | +2,70 % | +25,18 % | +16,31 % |

| Рік:            | 2023. | 2024.   |
| --------------- | ----- | ------- |
| Кількість осіб: | 1141  | 1162    |
| Різниця:        |       | +1,84 % |